# Return J. Meigs, Jr.
Return J. Meigs, Jr. foi um político estadunidense de Ohio, exercendo como governador desse estado.